# Super League 2015
La Super League de 2015 fue la 121.ª temporada del rugby league de Inglaterra y la vigésima edición con la denominación de Super League.

## Formato
Los clubes se enfrentaron en una fase regular de todos contra todos, los ocho equipos mejor ubicados al terminar esta fase clasificaron a la postemporada, que consistió en 7 partidos para definir los puestos de clasificación. de estos los cuatro mejores clasificaron a semifinales.
El descenso se definió en un torneo llamado The Qualifiers, que clasificó a los últimos cuatro de la liga y los primeros cuatro de la segunda división.

## Desarrollo

### Tabla de posiciones
| Pos. | Equipo                     | Encuentros | Encuentros | Encuentros | Encuentros | Tantos | Tantos | Tantos | Puntos |
| Pos. | Equipo                     | PJ         | PG         | PE         | PP         | F      | C      | Dif    | Puntos |
| ---- | -------------------------- | ---------- | ---------- | ---------- | ---------- | ------ | ------ | ------ | ------ |
| 1    | Leeds Rhinos               | 23         | 16         | 1          | 6          | 758    | 477    | 281    | 33     |
| 2    | St Helens                  | 23         | 16         | 0          | 7          | 598    | 436    | 162    | 32     |
| 3    | Wigan Warriors             | 23         | 15         | 1          | 7          | 589    | 413    | 176    | 31     |
| 4    | Huddersfield Giants        | 23         | 13         | 2          | 8          | 538    | 394    | 144    | 28     |
| 5    | Castleford Tigers          | 23         | 13         | 0          | 10         | 547    | 505    | 42     | 26     |
| 6    | Warrington Wolves          | 23         | 12         | 0          | 11         | 552    | 456    | 96     | 24     |
| 7    | Hull FC                    | 23         | 11         | 0          | 12         | 452    | 484    | -32    | 22     |
| 8    | Dragons Catalans           | 23         | 9          | 2          | 12         | 561    | 574    | -13    | 20     |
| 9    | Widnes Vikings             | 23         | 9          | 1          | 13         | 518    | 565    | -47    | 19     |
| 10   | Hull Kingston Rovers       | 23         | 9          | 0          | 14         | 534    | 646    | -112   | 18     |
| 11   | Salford Red Devils         | 23         | 8          | 1          | 14         | 447    | 617    | -170   | 17     |
| 12   | Wakefield Trinity Wildcats | 23         | 3          | 0          | 20         | 402    | 929    | -527   | 6      |

|  | Clasificado a postemporada.   |
|  | Clasificado a The Qualifiers. |

### Segunda fase
| Pos. | Equipo              | Encuentros | Encuentros | Encuentros | Encuentros | Tantos | Tantos | Tantos | Puntos |
| Pos. | Equipo              | PJ         | PG         | PE         | PP         | F      | C      | Dif    | Puntos |
| ---- | ------------------- | ---------- | ---------- | ---------- | ---------- | ------ | ------ | ------ | ------ |
| 1    | Leeds Rhinos        | 30         | 20         | 1          | 9          | 944    | 650    | 294    | 41     |
| 2    | Wigan Warriors      | 30         | 20         | 1          | 9          | 798    | 530    | 268    | 41     |
| 3    | Huddersfield Giants | 30         | 18         | 2          | 10         | 750    | 534    | 216    | 38     |
| 4    | St Helens           | 30         | 19         | 0          | 11         | 766    | 624    | 142    | 38     |
| 5    | Castleford Tigers   | 30         | 16         | 0          | 14         | 731    | 746    | -15    | 32     |
| 6    | Warrington Wolves   | 30         | 15         | 0          | 15         | 714    | 636    | 78     | 30     |
| 7    | Catalans Dragons    | 30         | 13         | 2          | 15         | 739    | 770    | -31    | 28     |
| 8    | Hull FC             | 30         | 12         | 0          | 18         | 620    | 716    | -96    | 24     |

|  | Semifinalista. |

### Postemporada

#### Semifinal
| 1 de octubre | Wigan Warriors | 32 - 8 | Huddersfield Giants |  |  |

| 2 de octubre | Leeds Rhinos | 20 - 13 | St Helens |  |  |

#### Final
| 10 de octubre | Leeds Rhinos | 22 - 20 | Wigan Warriors | Old Trafford, Mánchester        |  |
|               |              |         |                | Asistencia: 73.512 espectadores |  |

| Bandera de Inglaterra |
| Campeón Leeds Rhinos  |
| Décimo título         |